# Stalolidia osborni
Stalolidia osborni är en insektsart som beskrevs av Nielson 1979. Stalolidia osborni ingår i släktet Stalolidia och familjen dvärgstritar. Inga underarter finns listade i Catalogue of Life.